# Myers-baltahasúlazac
A Myers-baltahasúlazac (Carnegiella myersi) a csontos halak (Osteichthyes) főosztályának sugarasúszójú halak (Actinopterygii) osztályába, ezen belül  a pontylazacalakúak (Characiformes) rendjébe és a szekercelazacok (Gasteropelecidae) családjába tartozó faj.

## Előfordulása
Bolívia és Peru patakjainak, folyóinak lakója.

## Megjelenése
Testhossza 3 centiméter. A hal teste mély, hátvonala egyenes. Testszíne a szemtől a faroknyélig futó sötét vonal fölött halvány zöldessárga, alatta ezüstös árnyalatú. A fejlett, szárnyra emlékeztető mellúszók a farokig érnek. A hátúszó, éppúgy mint a hasúszó, hátul ül, többnyire színtelen. A faroknyél viszonylag keskeny, a farokúszó villás.

## Életmódja
Mindenevő, de főleg az élő eleségeket kedveli.

## Szaporodása
Szapoítása nem egyszerű. Szabadon ikrázó, de a hím és a nőstény megkülönböztetése nagyon nehéz.

## Tartása
Csapathal, legalább 4-6 egyet tartsunk együtt, az akvárium fedett, minimum 50 literes és lágy vízű legyen. A 22-24 fok megfelelő. Békés hal, ajánlható kezdő akvaristáknak is.

## Külső hivatkozások
- Diszkosz.hu